# チャシコツ崎

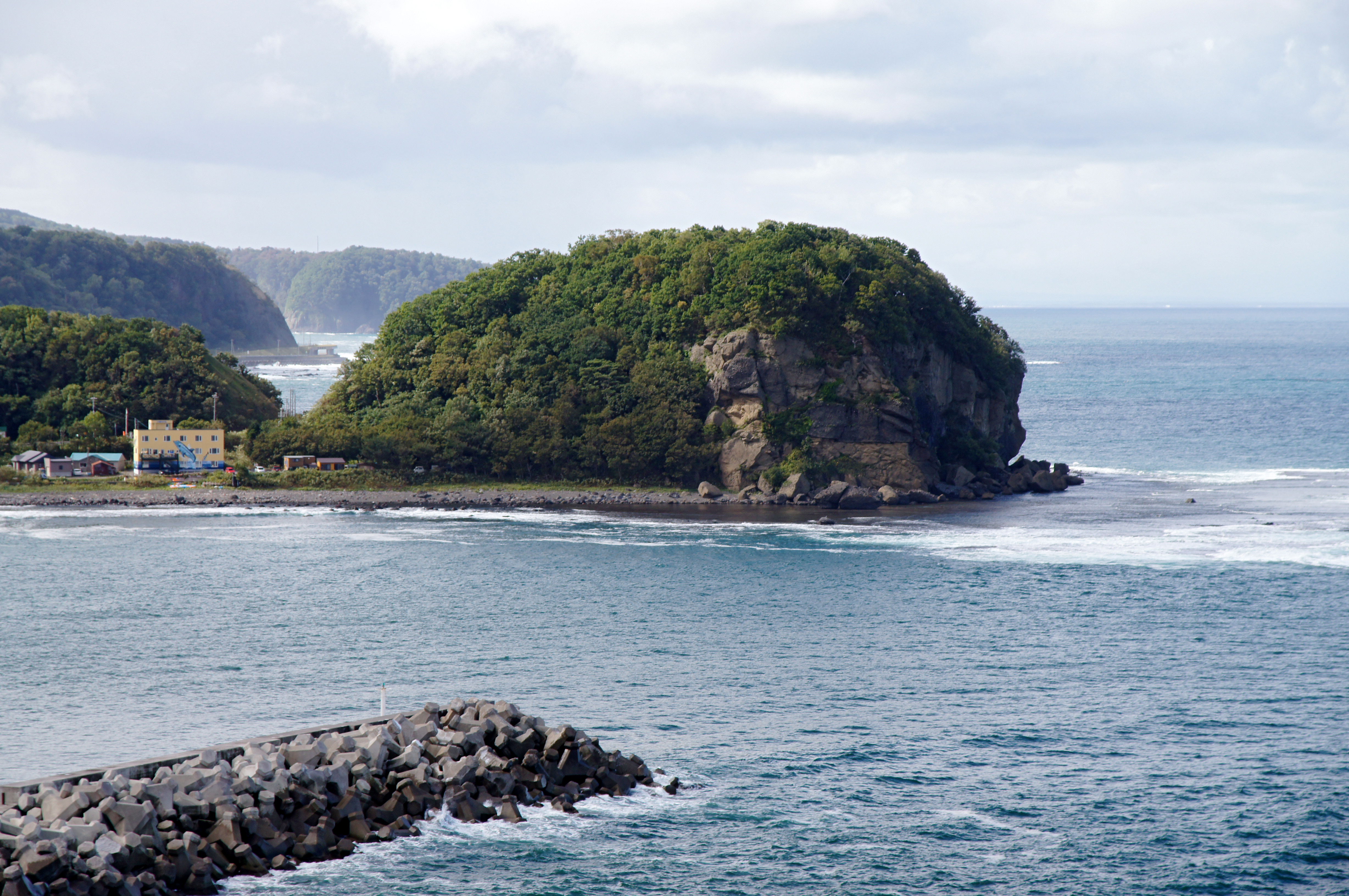
チャシコツ崎

チャシコツ崎（チャシコツさき）は、北海道斜里郡斜里町遠音別の知床半島中央部北西岸にある岬。「チャシコツ」の地名はアイヌ語の「チャシ・コッ（砦の跡）」に由来。同地には、アイヌの砦（チャシ）であるウトロチャシが存在した。 

## 概要
ウトロ温泉街の西約2キロメートル、オホーツク海に突き出した亀に見立てられる大きな岩の岬。岩全体がアイヌ民族の聖地とされている。また、高さ約48メートル、海側三方は断崖という天然の要害を成す地形から、かつて岩の頂にアイヌ民族によってチャシ（砦）「ウトロチャシ」が築かれていた。
ウトロチャシのあった場所に、約30軒の竪穴建物跡、およびオホーツク文化期の土器が確認されている。
伝承によると、オロンコ岩に立てこもるオロッコ族（ニブフ）に対抗するため、アイヌはチャシコツ崎にウトロチャシを築いたという。

## 交通アクセス
- 斜里バスウトロターミナルから徒歩約30分

## 周辺
- 東 - ウトロ港、ウトロ温泉、オロンコ岩、プユニ岬、知床峠、知床自然センター、知床五湖、カムイワッカ湯の滝、知床岬
- 西 - オシンコシン崎、オシンコシンの滝